# Völc
Völc, 1910 és 1918 között Velc (románul: Velț, németül: Wöltz, szászul Valts) falu Romániában, Erdélyben, Szeben megyében.

## Fekvése
Medgyestől 13 km-re északkeletre fekszik, már a Kis-Küküllő vízgyűjtő területén.

## Története
1359-ben mindjárt két két mögöttes névalakban jelent meg: Velz vagy Velcz és Veolcz (~ Völc). 1372-ben Weulcz néven említették, 1861-ben feljegyezték német Wolzen nevét.
Medgyesszék egyik legkisebb, eredetileg szász lakosságú falva volt. Évszázadokon keresztül húzódó határvitáját Báznával csak 1850-ben sikerült rendezni. 1876-tól előbb kisközségként, 1909-től nagyközségként Kis-Küküllő vármegye Hosszúaszói, majd 1878-tól Dicsőszentmártoni járásához tartozott.

## Népessége
- 1850-ben 992 lakosából 568 volt román, 368 német és 54 cigány nemzetiségű; 396 görögkatolikus, 368 evangélikus és 226 ortodox felekezetű.
- 1900-ban 1112 lakosából 651 volt román, 421 német és 40 magyar anyanyelvű; 500 görögkatolikus, 423 evangélikus és 156 ortodox felekezetű.
- 2002-ben 627 lakosából 344 vallotta magát román, 269 cigány és 14 magyar nemzetiségűnek; 470 ortodox, 102 görögkatolikus és 47 pünkösdista felekezetűnek.

## Látnivalók
- Szász evangélikus erődtemploma 1400 körül épült, 1461-ben erődítették. 5-6 méteres várfalait később két méter magasra bontották. Két harangját 1471-ben, illetve 1529-ben öntötték.[2] Az 1880-as földrengésben megrongálódott, ezután újjáépítették. 2002-ben a hajó kórus felőli részén külső fala leomlott.